# Abbaye territoriale Santa Maria de Monte Oliveto Maggiore
L'abbaye territoriale Santa Maria de Monte Oliveto Maggiore (en italien : abbazia territoriale di Monte Oliveto Maggiore ou Monteoliveto Maggiore, et en latin : Territorialis Abbatia S. Mariæ Montis Oliveti Maioris) est une abbaye territoriale, se trouvant à Chiusure, frazione de la commune d'Asciano en marge du désert d'Accona. Fondée en 1313 par saint Bernard Tolomei, elle est l'abbaye-mère de la congrégation bénédictine olivétaine.

## Histoire
Maison-mère des olivétains, l'abbaye a été fondée vers 1313, sur des terres appartenant à la famille Tolomei et situées sur une hauteur dominant la vallée de l'Ombrone, par Giovanni (Bernardo) di Mino Tolomei (saint Bernard Tolomei), Ambrogio di Nino Piccolomini et Patrizio di Francesco Patrizi, tous trois originaires de Sienne. La fondation fut approuvée en 1319 par l'évêque d'Arezzo et confirmée dans son affiliation à l'ordre bénédictin par le pape Clément XIII le 21 janvier 1344. Abbazia nullius, elle est rattachée directement au Saint-Siège.
Centre d'un réseau monastique étendu sur toute la péninsule et qui compta, au plus fort de l'élan monastique, plus de 1 500 moines, le couvent fut qualifié de Maggiore, pour le différencier d'autres Monteoliveto fondés ultérieurement et qui lui étaient assujettis (à Florence, San Gimignano et Naples).
Le pape Pie II décrit l'abbaye dans son Commentaria et Nicolas de Cues visita le monastère pendant la même période et prêcha lors de la prise d'habit d'un jeune moine.

## Disposition
L'accès, protégé par un édifice défensif médiéval, se fait par une porte fortifiée ornée de statues (la Vierge Marie à l'extérieur, saint Benoît à l'intérieur) en terracotta invetriata, œuvres d'un disciple d'Andrea della Robbia. Une fois passée la porte, une large allée conduit au couvent. De petites chapelles sont disséminées dans le parc (consacrées à sainte Francesca Romana, au bienheureux Bernard et à sainte Scholastique).
Les bâtiments, qui sont la plupart construits en brique rouge, contrastent fortement avec l'argile ocre du paysage particulier des crêtes siennoises (Crete senesi).

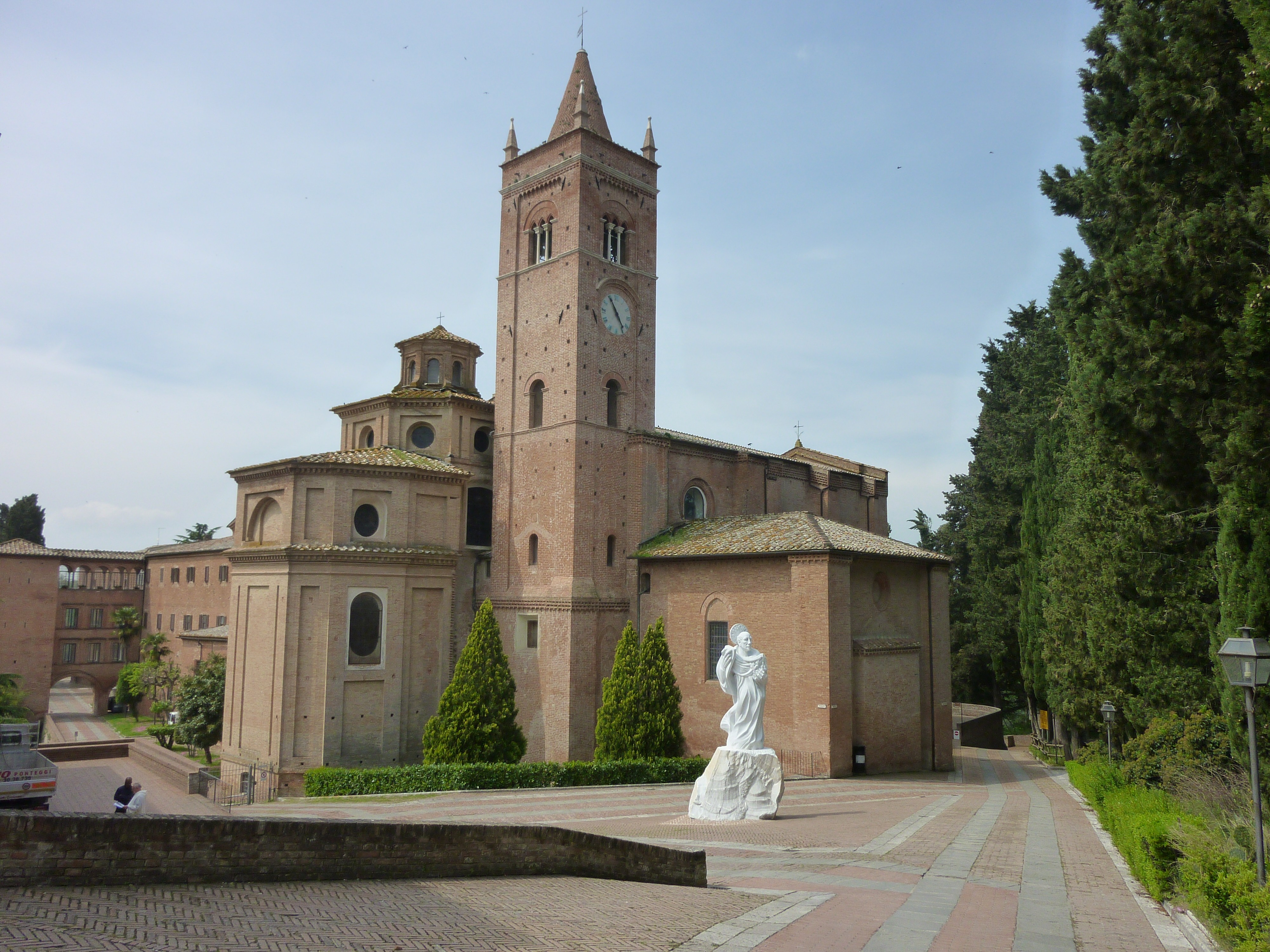
Accès au corps des bâtiments principaux.
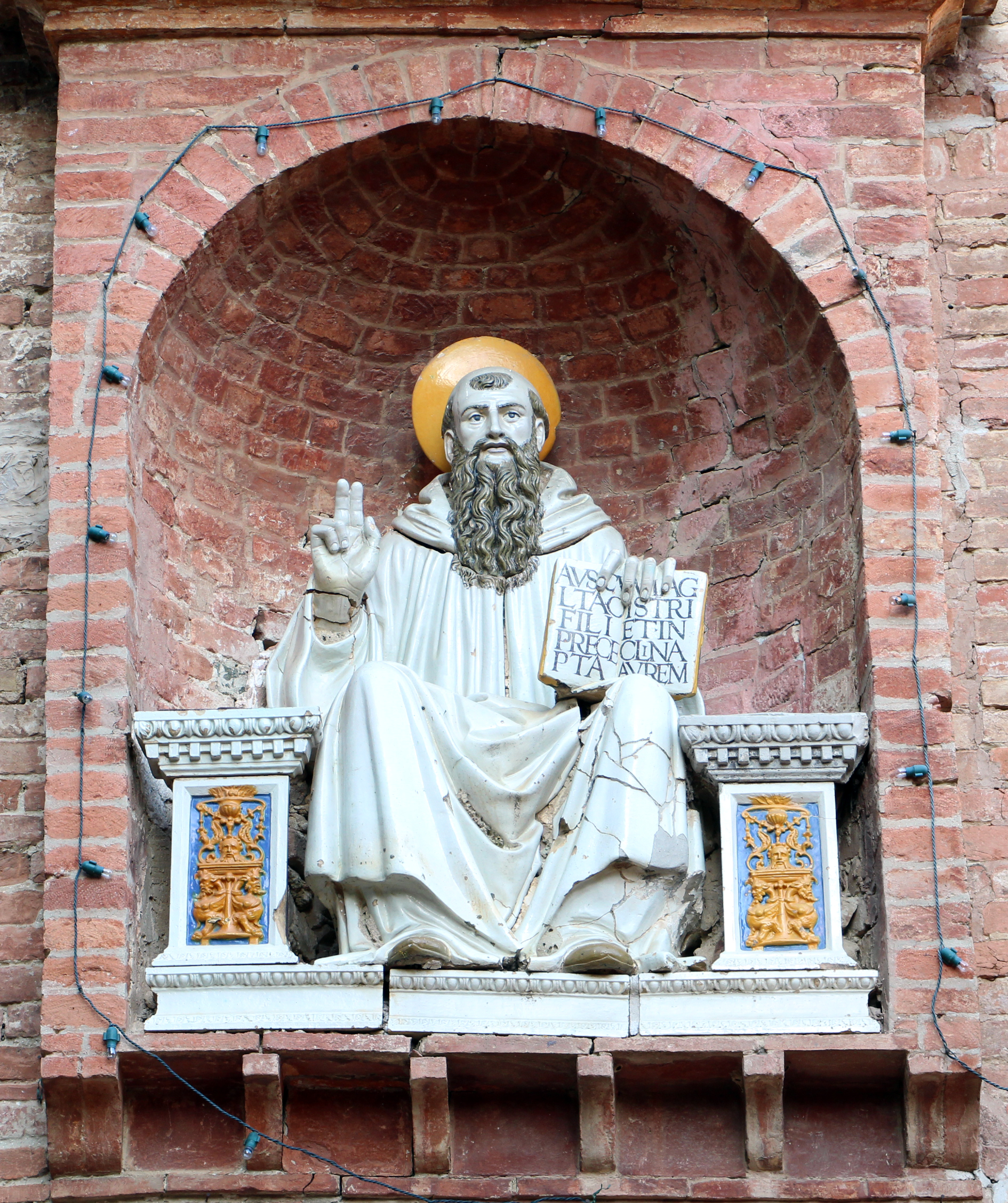
Statue en terre cuite polychrome de saint Benoît (école d'Andrea della Robbia).
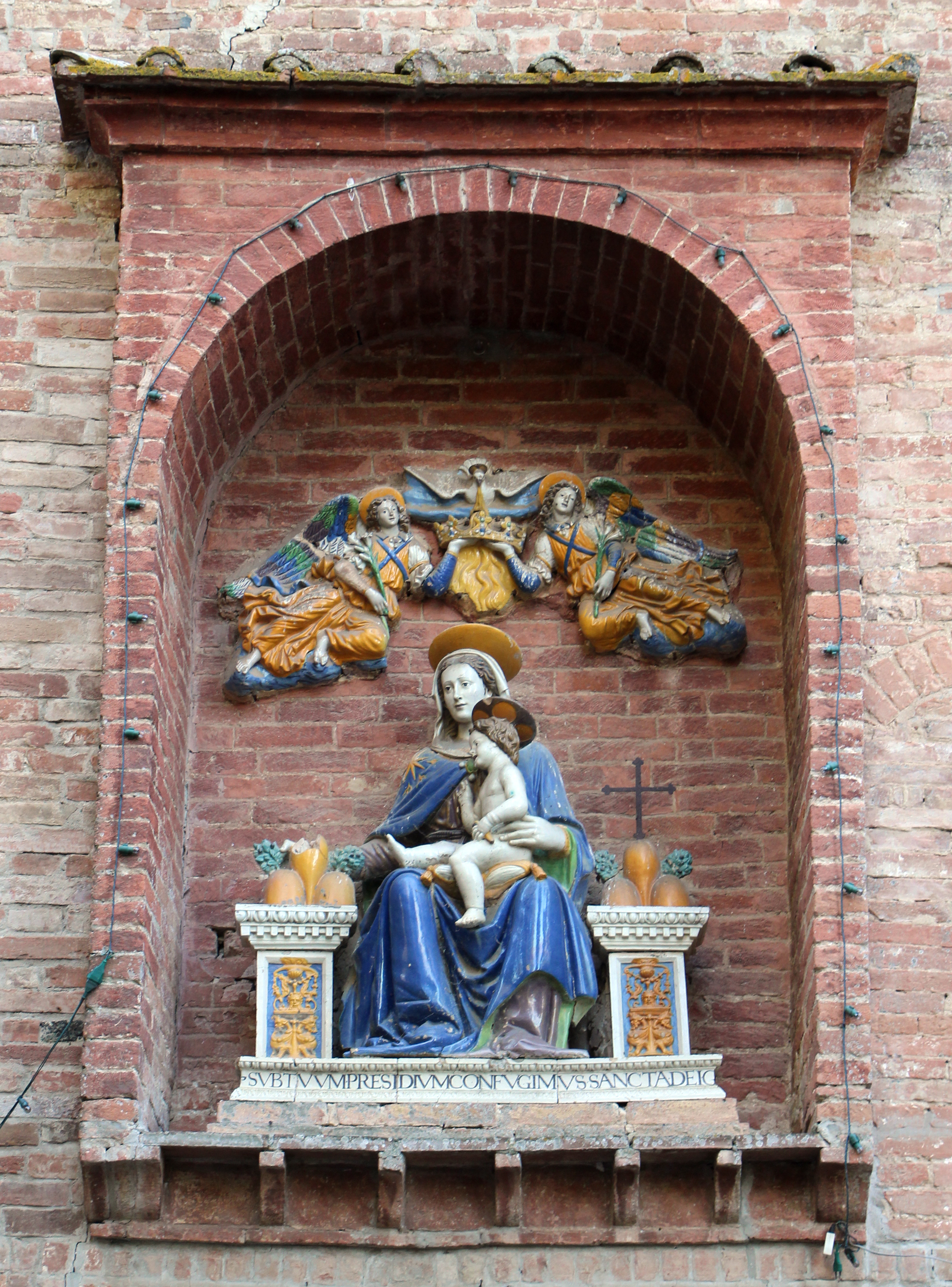
Statue en terre cuite polychrome de la Vierge (école d'Andrea della Robbia).

### L'église principale
L'église principale, reconstruite autour de 1417, conserve un campanile gothique, mais elle a été profondément remaniée en style baroque en 1772. Elle abrite des stalles en marqueterie de bois remarquables, réalisées par Fra Giovanni da Verona. La chapelle latérale (dite du Crucifix) est décorée de peintures de Raffaello Vanni. L'ancien chapitre abrite une Madone en marbre de l'atelier de Mino da Fiesole.
Dans le passage qui mène du chapitre au cloître, deux fresques réalisées par Le Sodoma : Christ à la colonne et Christ sous la croix.

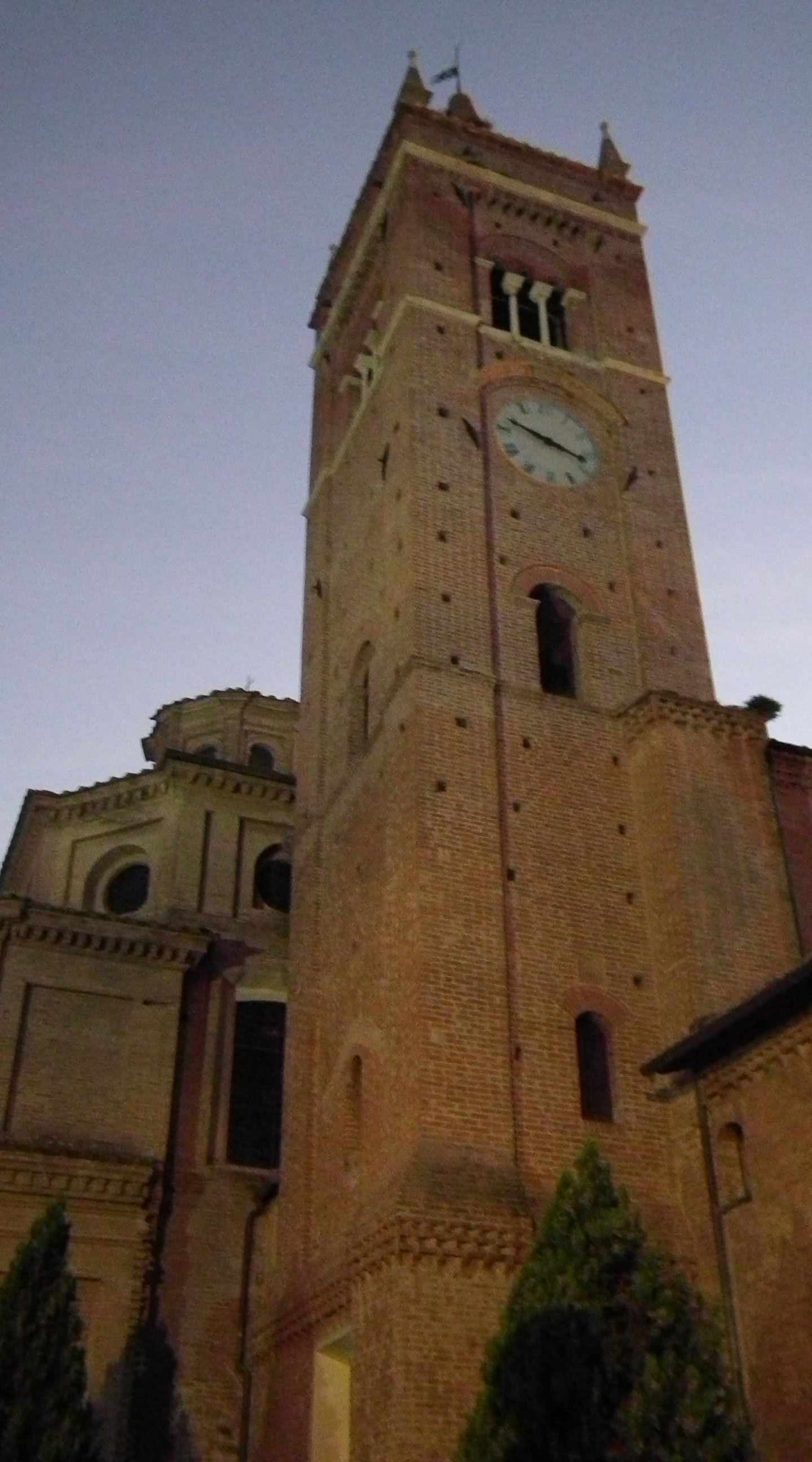
Le campanile.
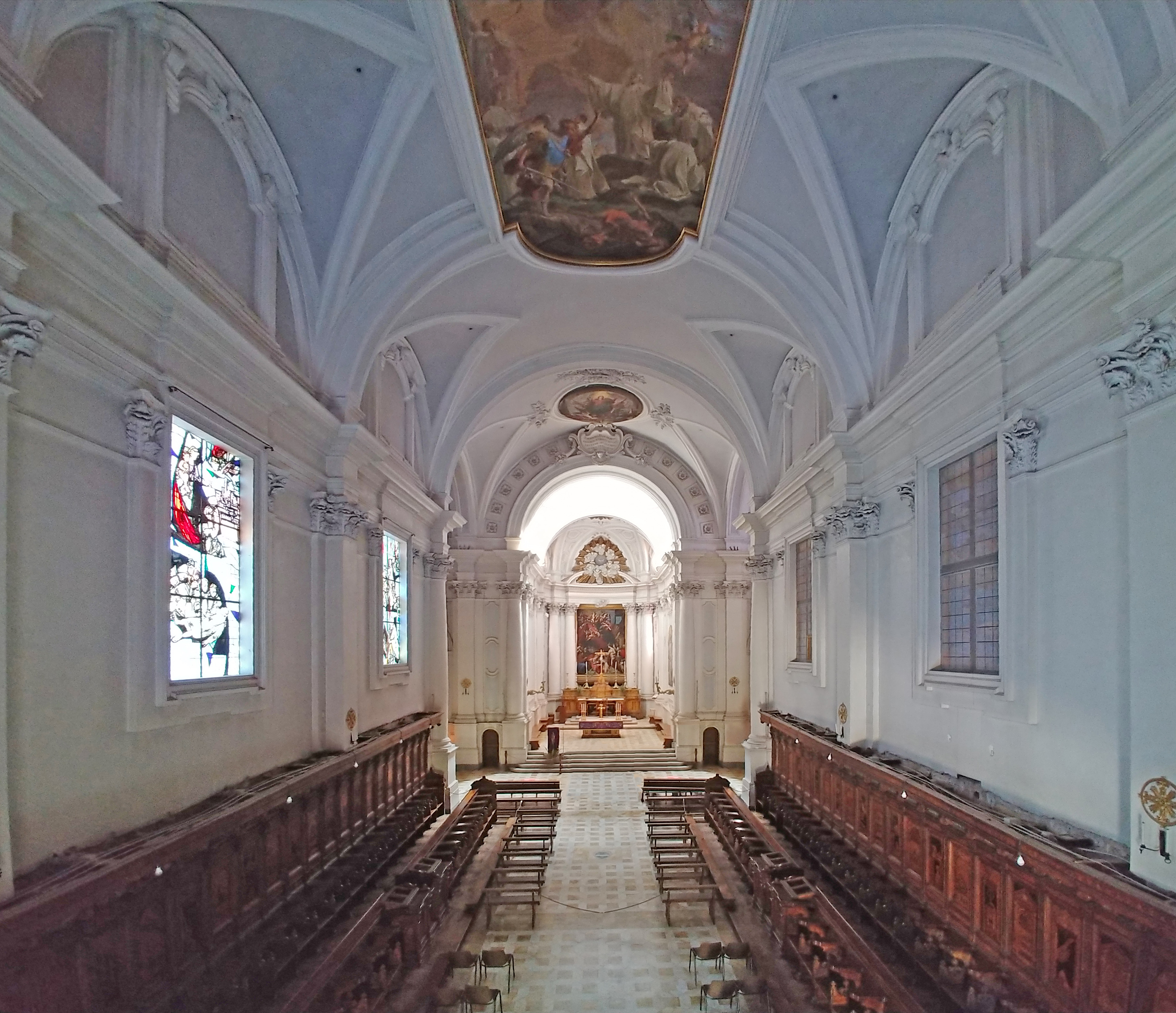
Vue d'ensemble de l'intérieur.
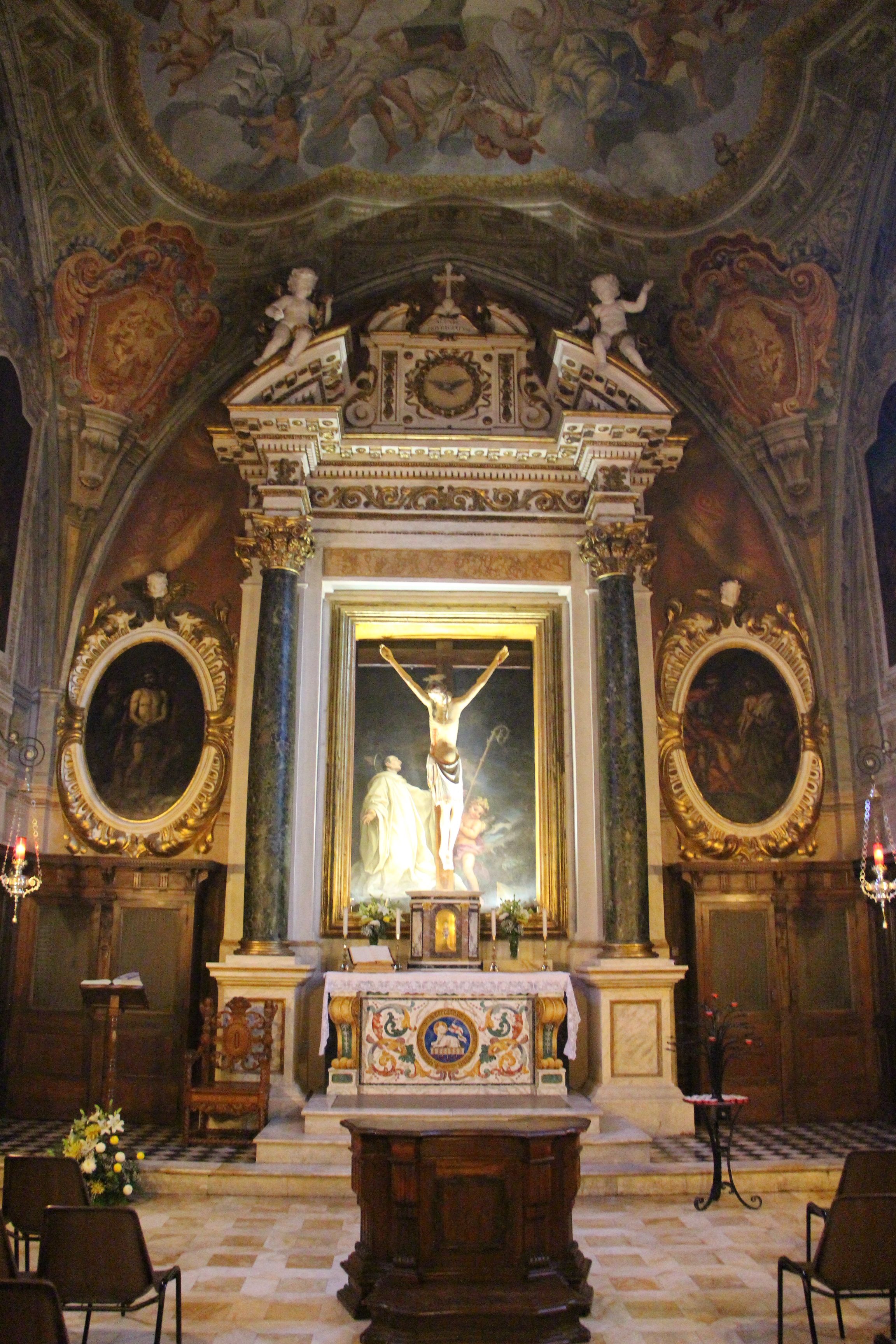
La chapelle du Saint-Sacrement.
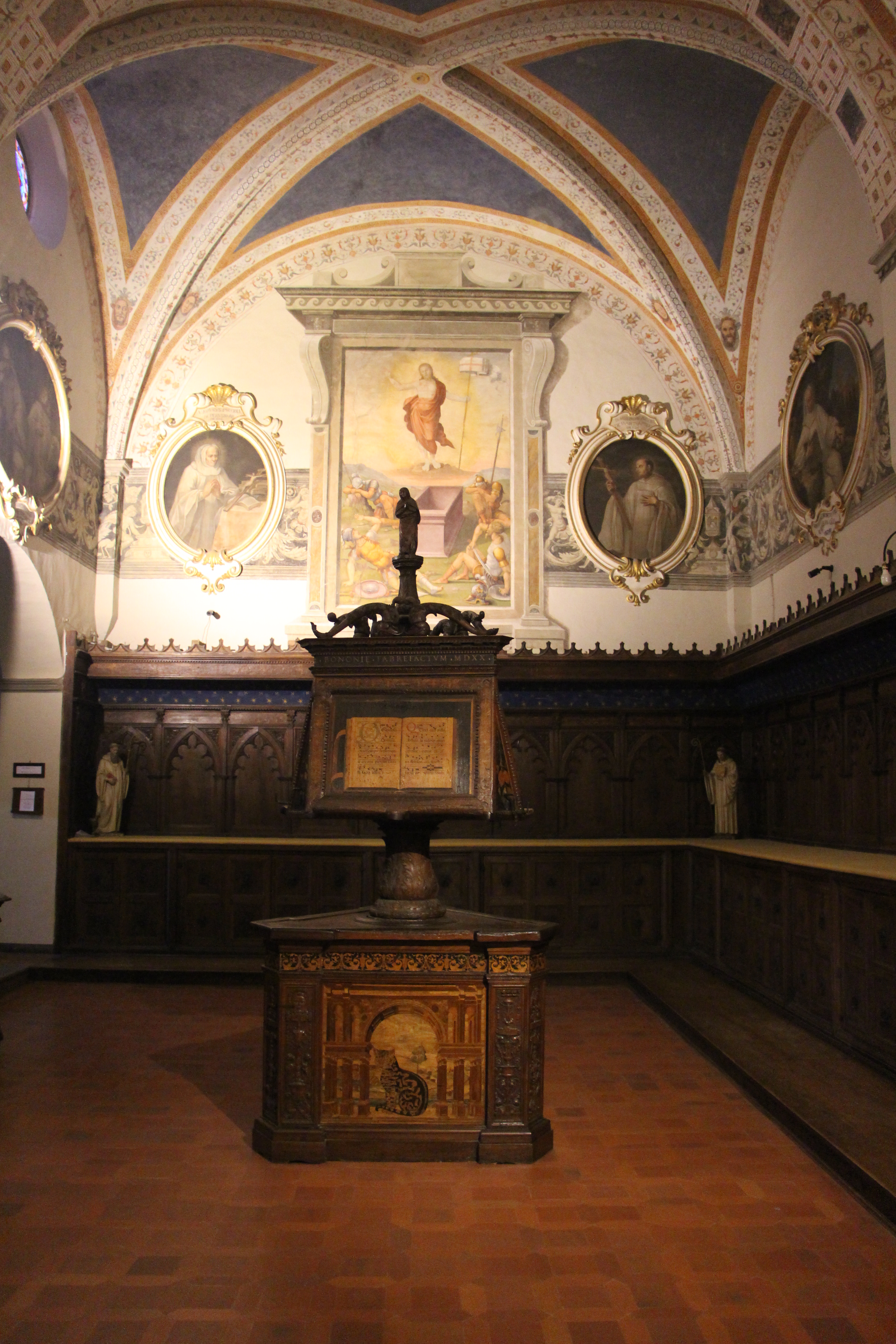
Grand lutrin du chœur des moines.
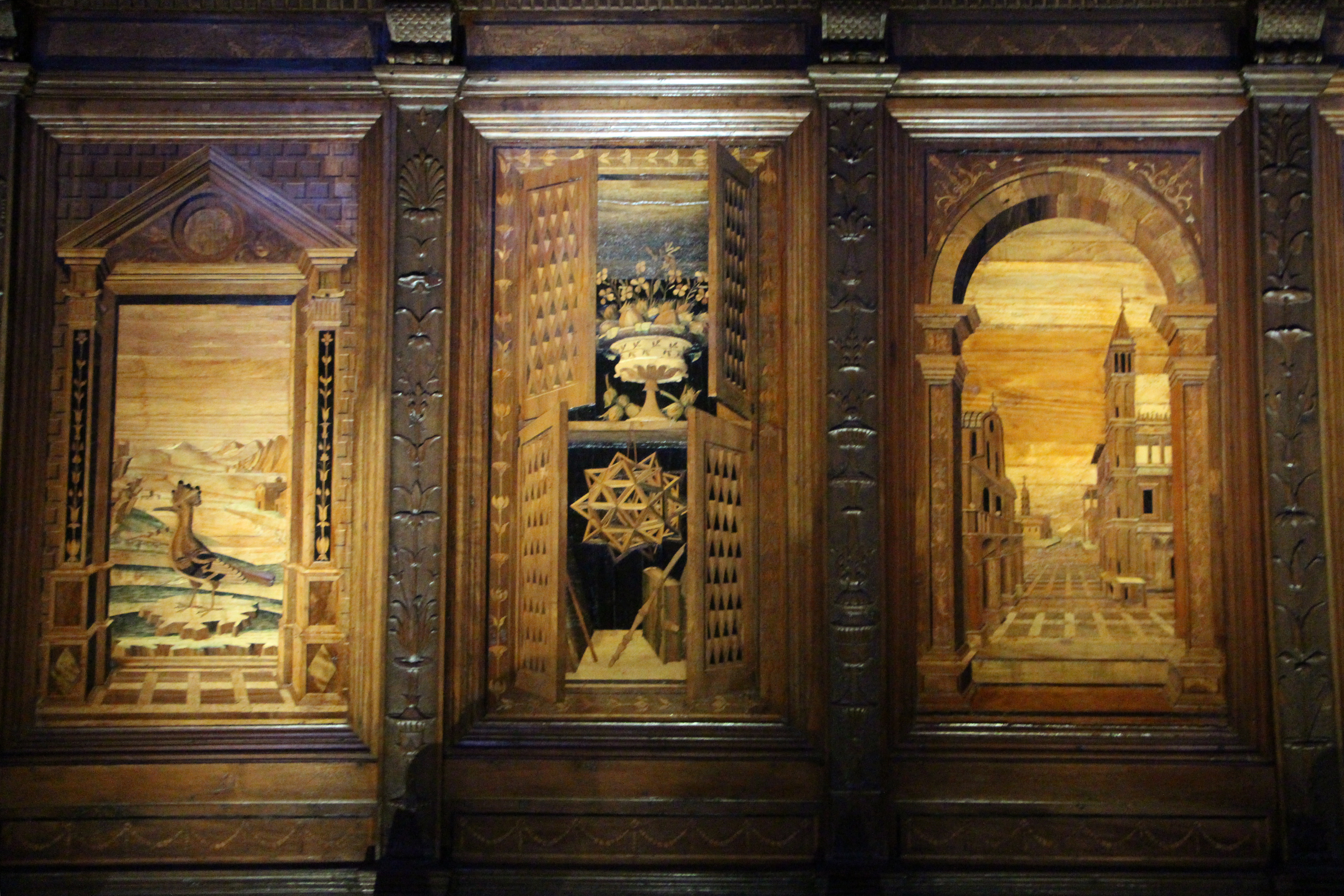
Détail des stalles.

### Fresques du cloître

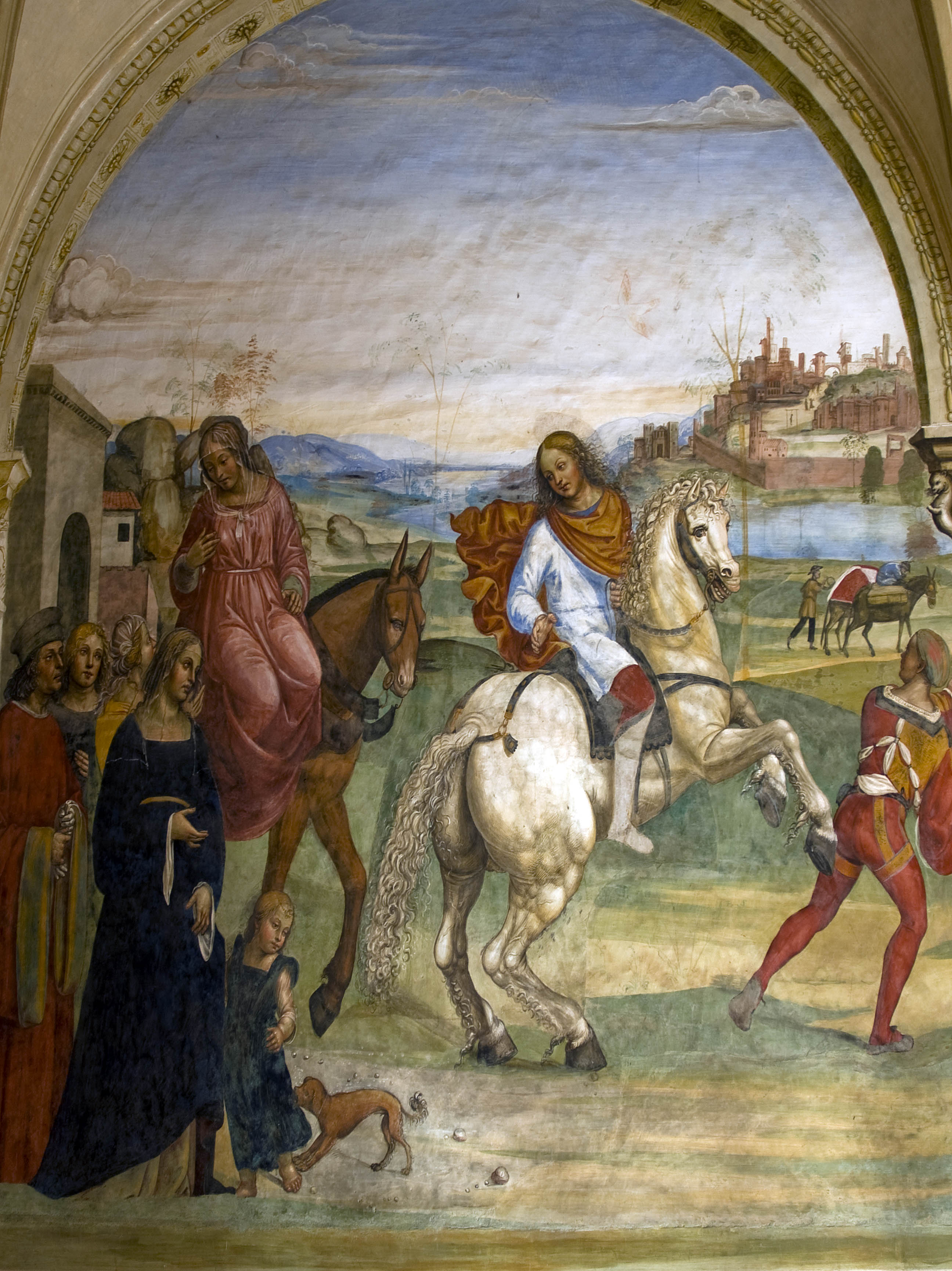
Benoît quitte la maison paternelle et se rend à Rome pour y étudier.

Le grand cloître, réalisé entre 1426 et 1443, comporte, sur les quatre parois de sa galerie ouverte, un ensemble de fresques réalisées par Le Sodoma, par Luca Signorelli et (accessoirement) par Riccio, illustrant des scènes (légendaires pour la plupart) de la Vie de saint Benoît, un des plus importants et des plus beaux témoignages de l'art italien des années 1500,.
- Paroi est, fresques du Sodoma :
  - Benoît quitte la maison paternelle et se rend à Rome pour y étudier,
  - Benoît abandonne l'école de Rome,
  - Benoît répare le tamis brisé,
  - Le moine romain donne à Benoît l'habit d'ermite,
  - Comment le démon brisa la clochette,
  - Comment un prêtre inspiré par Dieu porta à manger à Benoît le jour de Pâques,
  - Comment Benoît enseigne la sainte doctrine aux paysans qui lui rendent visite,
  - Comment Benoît tenté par l'impureté, surmonte la tentation,
  - Comment Benoît répond à la prière des ermites et consent à être leur chef,
  - Benoît brise un verre de vin empoisonné en faisant le signe de croix,
  - Benoît fait édifier douze monastères.
- Paroi sud, fresques du Sodoma :
  - Benoît reçoit deux jeunes romains, Maur et Placide,
  - Benoît libère un moine possédé par le démon,
  - Benoît fait jaillir une source au sommet de la montagne,
  - Benoît récupère une serpe tombée dans le lac,
  - Maur marche sur les eaux pour sauver Placide,
  - Benoît transforme en serpent un flacon de vin qu'un serviteur avait caché,
  - Florent tente d'empoisonner Benoît,
  - Florent envoie des prostituées au monastère.
- Paroi ouest, fresques de Luca Signorelli :
  - Benoît envoie Maur en France et Placide en Sicile (unique fresque du Riccio),
  - Comment Dieu punit Florent,
  - Benoît évangélise les habitants du Mont-Cassin,
  - Benoît chasse l'Ennemi de sur la pierre,
  - Benoît ressuscite le moinillon sur lequel un mur s'était effondré,
  - Benoît dit aux moines où et quand ils ont mangé en dehors du monastère,
  - Benoît admoneste le frère du moine Valérien qui a rompu son jeûne,
  - Benoît démasque la ruse de Totila,
  - Benoît reconnaît et accueille Totila.
- Fresque du Sodoma :
  - Benoît prédit la destruction du Mont-Cassin (en sinopia, couleur à base de terre rouge).
- Paroi nord, fresques du Sodoma :
  - Benoît obtient de la farine en abondance et restaure les moines,
  - Benoît apparaît à deux moines et leur présente le plan d'un monastère,
  - Benoît excommunie deux religieuses puis les absout après leur mort,
  - Benoît fait porter le corps du Christ sur le cadavre du moine que la terre refuse d'ensevelir,
  - Benoît pardonne au moine qui, ayant voulu fuir le monastère, trouva un serpent sur son chemin,
  - Par son seul regard, Benoît libère un paysan de ses liens.

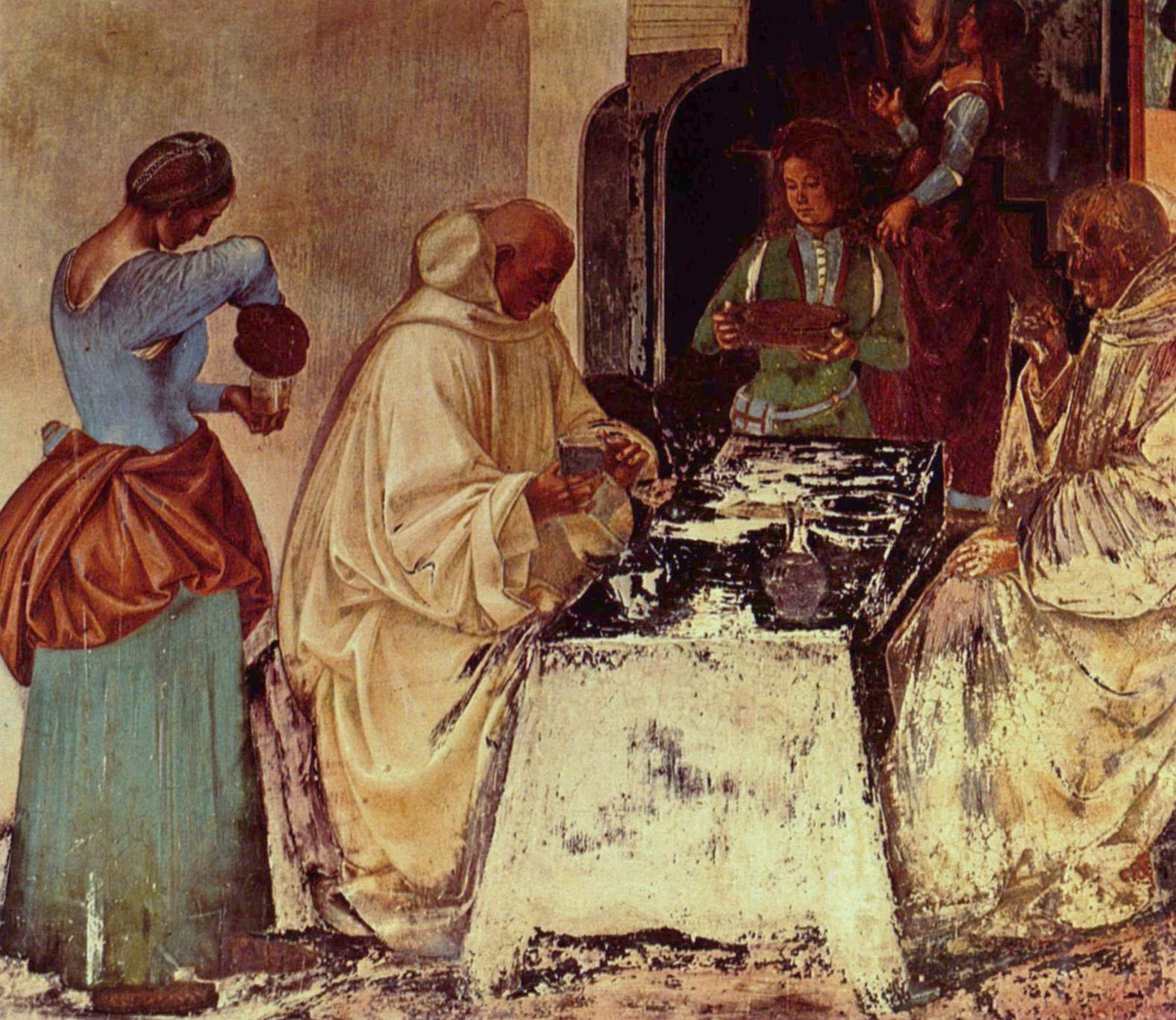
Fresque de Luca Signorelli dans le cloître (1497).
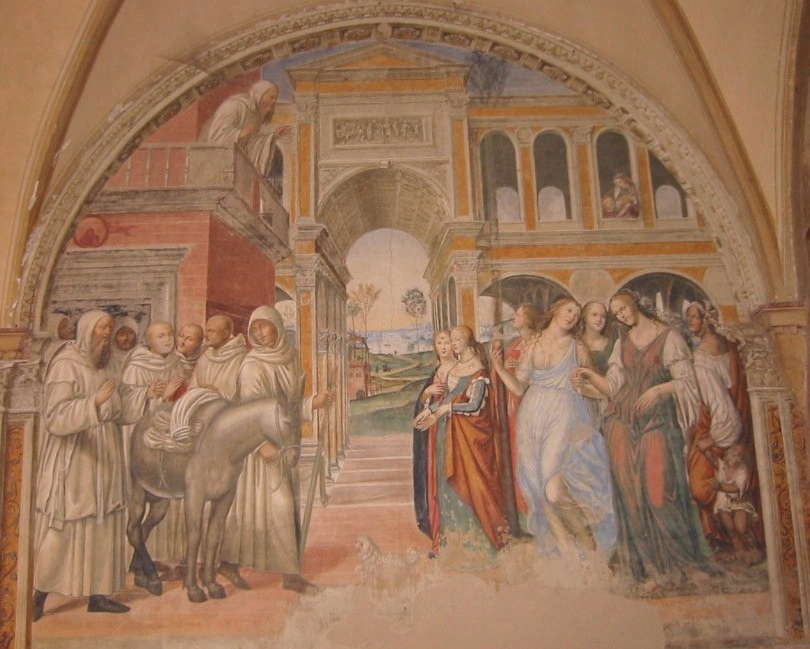
Fresque du Sodoma dans le cloître.

### Autres bâtiments
Dans l'escalier qui conduit au premier étage, un couronnement de la Vierge, de la main du Sodoma. La porte de la grande bibliothèque est en marqueterie. Un petit cloître à piliers octogonaux conduit à l'infirmerie.
Les bâtiments annexes datent des XIVe et XVIIIe siècles.